# Dichrooscytus flagitiosus
Dichrooscytus flagitiosus är en insektsart som beskrevs av Kelton och Schaffner 1972. Dichrooscytus flagitiosus ingår i släktet Dichrooscytus och familjen ängsskinnbaggar. Inga underarter finns listade i Catalogue of Life.